# Abdulmajidia
Abdulmajidia là một chi thực vật có hoa trong họ Lecythidaceae.

## Loài
Chi Abdulmajidia gồm các loài: